# Tavolo n.19
Tavolo n.19 (Table 19) è un film del 2017 diretto da Jeffrey Blitz.

## Trama
Il giorno del matrimonio della sorella del suo ex, Eloise si presenta al tavolo numero 19, ovvero al tavolo di quelli indesiderati, che lei stessa aveva selezionato quando era ancora di casa. Oramai ex damigella, scaricata mediante un SMS dal fratello della sposa, Eloise decide di presentarsi allo sposalizio per potersi confrontare con la persona che l'ha fatta soffrire. La ragazza, quasi sul punto di pentirsi della scelta effettuata, proverà lo stesso a dare un senso alla sua giornata conoscendo cinque nuove persone. Fanno parte di questo tavolo: la vecchia tata della sposa, una coppia di solo conoscenti ma non amici, un adolescente con problemi sessuali, un nipote arrestato per furto. La strana compagnia proverà a mettere ordine nella confusione creatasi nelle loro vite.